# Památník obětem zemětřesení Taškentu v roce 1966

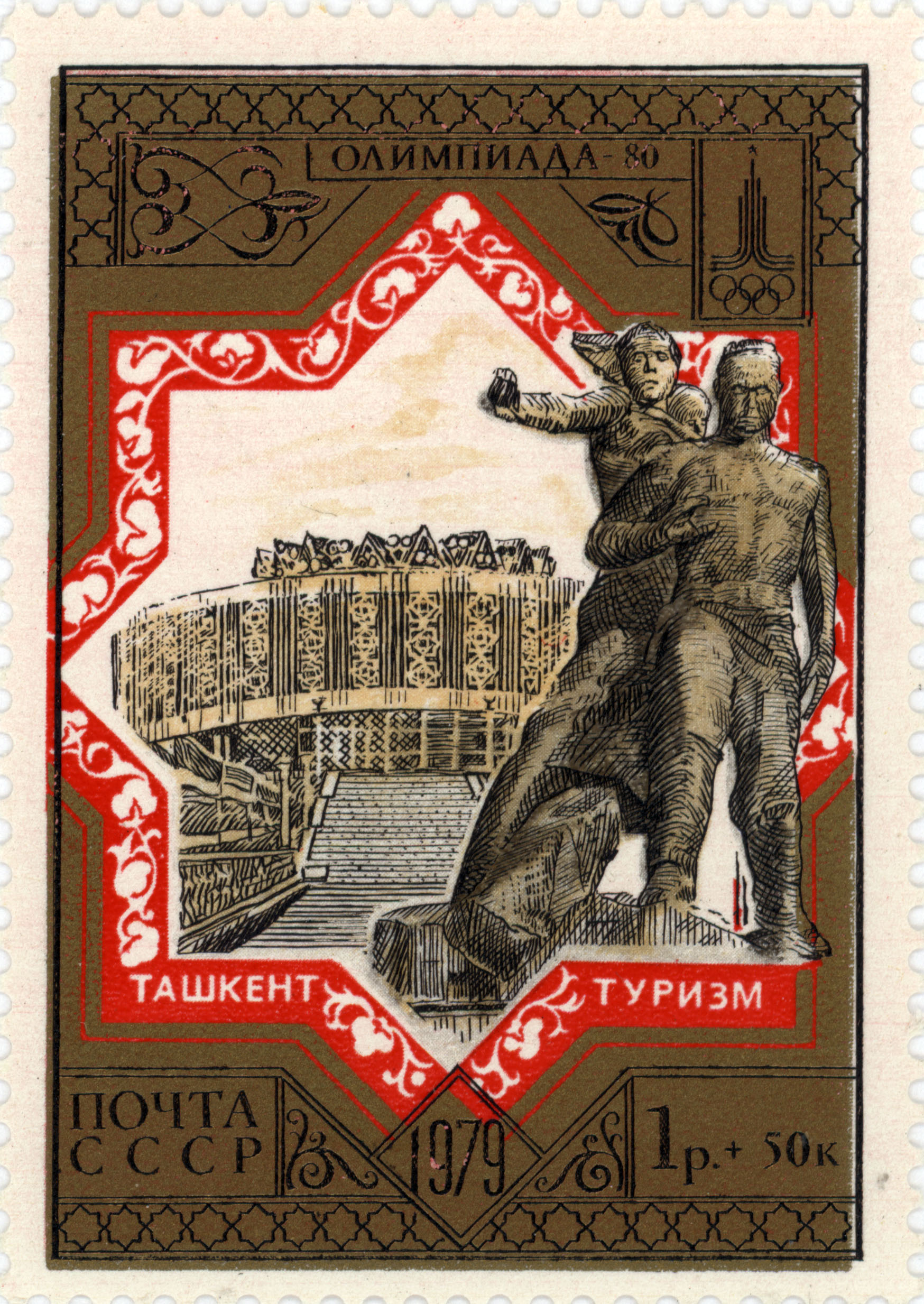
Památník na sovětské poštovní známce, 1979

Památník obětem zemětřesení Taškentu v roce 1966 (též Památník odvahy, uzbecky „Jasorat“ monumenti, rusky монумент «Мужество») se nachází v uzbeckém hlavním městě Taškentu. Byl postaven v roce 1976 u příležitosti 10. výročí katastrofy.
26. dubna 1966 byl Taškent, největší město ve střední Asii a hlavní město Uzbecké sovětské socialistické republiky, postižen ničivým zemětřesením. Zemětřesení způsobilo obrovské škody kvůli mělké hloubce epicentra, zemřelo osm lidí a velké části města byly zničeny. Také následné otřesy způsobily velkou destrukci města. Pomocí ostatních republik Sovětského svazu byl Taškent znovu postaven a stal se ukázkovým vzorem výstavby sovětských měst.

## Památník
Památník obětem zemětřesení v Taškentu v roce 1966 byl postaven v roce 1976 u příležitosti 10. výročí zemětřesení. Je dílem sochaře Dmitrije Borisoviče Rjabičeva a architekta Sobira Odilova. Památník je umístěn v Taškentu v blízkosti muzea olympijské historie Uzbekistánu, koncertní síně v Taškentu a německého velvyslanectví, severně od centrálního náměstí Mustaqillik Maydoni. Pomník je sestává z několika prvků: centrálním prvkem je socha rodiny – muže, ženy a dítěte, před kterou probíhá zemí trhlina. Muž manželku a dítě chrání před katastrofou. Vedle postav je žulový blok rozdělený na dvě poloviny. Ukazuje hodiny které se zastavily v čase 05:22, kdy začalo zemětřesení a ve městě se zastavilo velké množství hodin. Kromě toho je na památníku umístěno datum katastrofy 26. dubna 1966. V pozadí je několik bronzových reliéfů na 14 stélách zobrazujících scény z znovuvýstavby města. Reliéfy také ctí pomoc ostatních sovětských republik po katastrofě. S výstavbou pomníku se začalo v roce 1976. V blízkosti bylo postaveno Muzeum přátelství občanů Sovětského svazu, které odpovídalo vyobrazením na bronzových deskách.
Díky centrální poloze je památník oblíbeným cílem procházek. Je tradicí, že novomanželé po svatbě položí květiny u pomníku.